# فور اسکوار

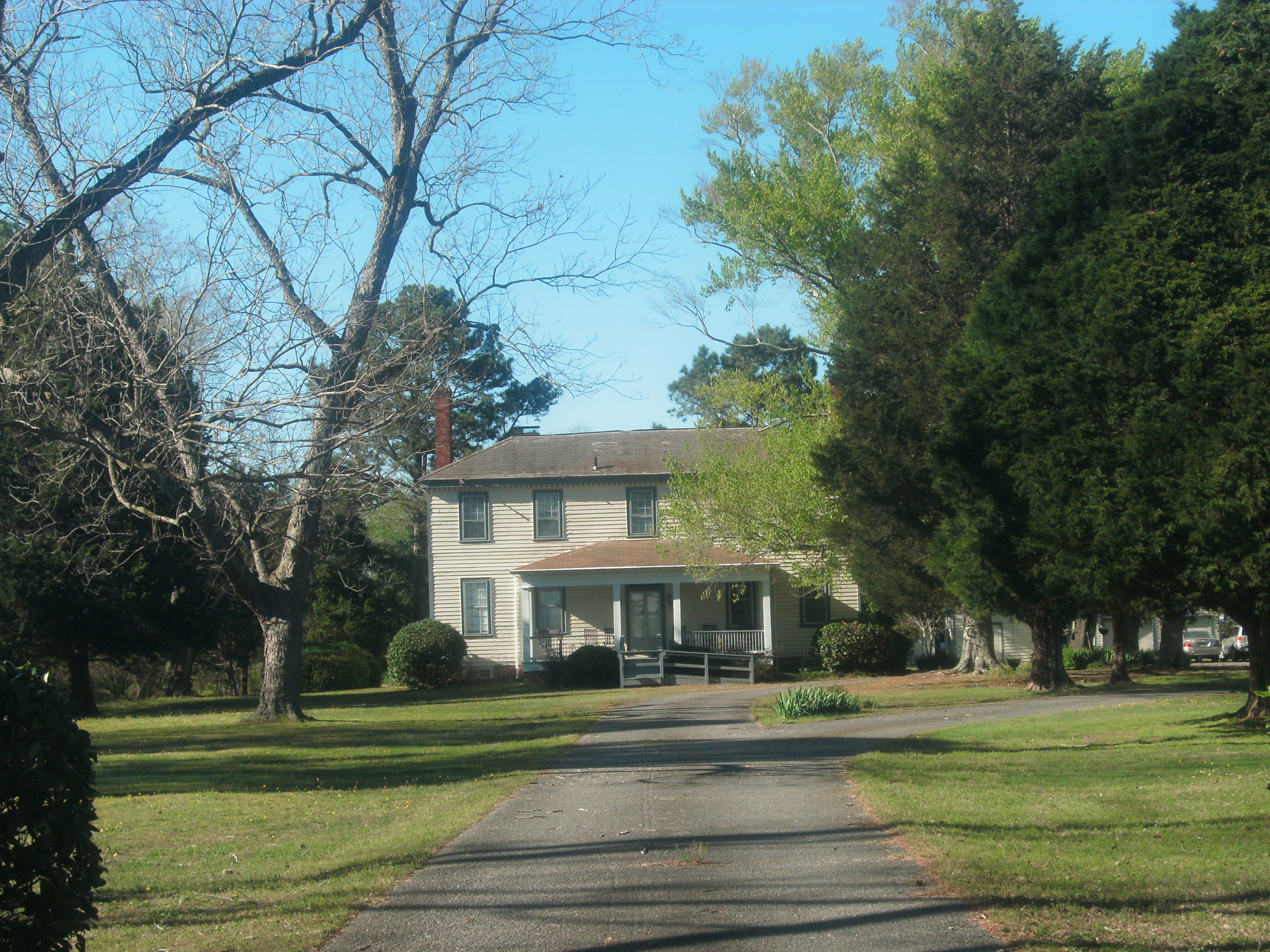
خانه فور اسکوار

فور اسکوار خانه و مزرعه‌ای تاریخی در نزدیکی اسمیث فیلد، جزیره ویت کانتری در ایالت ویرجینیا است. ساختار اصلی ساختمان در سال ۱۸۰۷ بنا نهاده شد. بنا دو طبقه و L شکل می باشد.